# Kazys Alyta
Kazys Alyta (* 22. Dezember 1881 in Karklupėnai, Gebiet Kaupiškiai, Bezirk Vilkaviškis; † 1. Juli 1942 in Jonava, Litauische SSR) war ein litauischer  Politiker, Oberstleutnant, Schauspieler und Dramatiker.

## Leben
Am Gymnasium Liepāja in Lettland absolvierte er 6 Klassen, 1915 die Schule für Fähnriche in Peterhof und 1925 die Oberkurse für Offiziere in Litauen.
Von 1901 bis 1905 diente er in Russland als Feuerwerker. 1905 kehrte er zurück nach Litauen, nach Vilnius, war aktiv im Kulturleben, spielte beim Verein „Rūta“, führte Regie. 1923 gründete er Litauische Artistengesellschaft Vilnius und seit 1912 leitete er sie als Direktor.
Von 1925 bis 1937 war er Offizier in der Litauischen Armee.
Ab 1935 wohnte er in Šveicarija. In der deutschen Okkupationszeit war er Bürgermeister von Jonava. Er wurde von sowjetischen Partisanen getötet.
Sein Grab befindet sich auf dem Friedhof Skaruliai.

## Rollen
- Margis – Marcelinas Šikšnys-Šiaulėniškis. Pilėnų kunigaikštis, 1906
- Blinda – Gabrielius Landsbergis-Žemkalnis. Blinda, 1907
- Mindaugis – Julius Slovackis. Mindaugis, 1908
- Ivanovas – tragedija Živilė, 1909
- Faibčikas – Keturakis. Amerika pirtyje 1910, 1914
- Inteligentas – komedija Inteligentai, 1911
- Kryžiuotis – Liudas Gira. Kerštas, 1911
- Girtuoklis – Iš meilės, 1912
- Valdovas Golius – Genovaitė, 1912
- Kaminkrėtys – Mikas Petrauskas. Kaminkrėtys ir malūnininkas, 1913
- Bulbickis – Mikas Petrauskas. Consilium facultatis 1913–1914
- Ponas – A. Fredas. Žvakutė užgeso, 1914